# Затворная рама
Затворная рама — ключевой элемент автоматики огнестрельного оружия, выполняющий роль связующего звена между затвором и остальными подвижными частями. Она обеспечивает направление их движения, воспринимает ударные нагрузки и участвует в механизмах запирания и отпирания канала ствола.

## Принцип работы
После накола капсюля и воспламенения порохового заряда, продукты горения выталкивают пулю из гильзы. Когда пуля проходит газоотводное отверстие, часть пороховых газов устремляется в газовую трубку, воздействуя на газовый поршень. Этот поршень отводит назад затворную раму, отпирая канал ствола и выбрасывая гильзу .

## Конструкция и функции
Затворная рама представляет собой стальную деталь сложной формы с пазами и выступами, предназначенная для установки затвора и взаимодействия с другими частями оружия. В её состав могут входить:
Шток — соединяет раму с газовым поршнем или возвратной пружиной.
Рукоятка — используется для ручного взвода затвора или перезарядки.
Пазы и выступы — обеспечивают взаимодействие с затвором и другими элементами.
Запирание канала ствола — путём поворота или перекоса затвора, что достигается через взаимодействие с затворной рамой.
Передача энергии — от пороховых газов или отдачи к затвору и другим подвижным частям.
Взаимодействие с УСМ — участие в механизмах спуска и взвода курка.

## Виды затворных рам

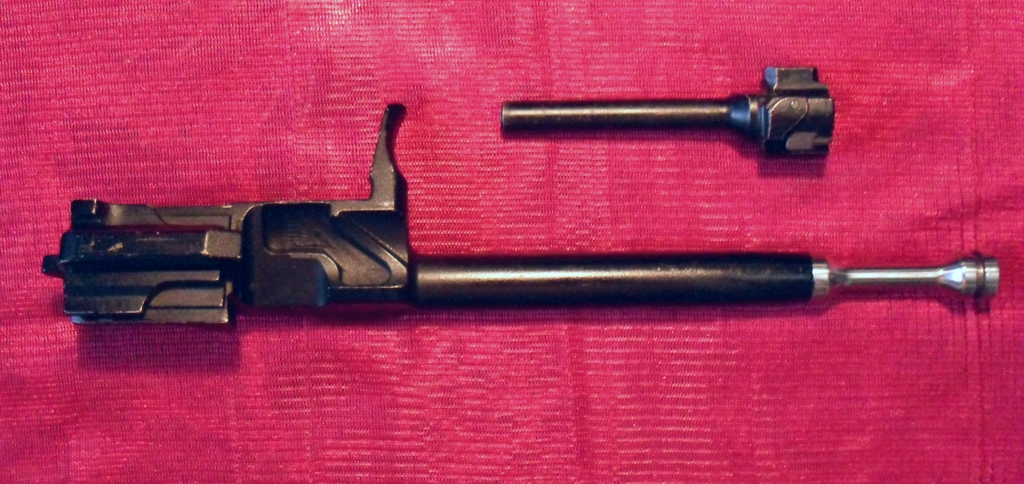
Затвор и затворная рама АКС74У

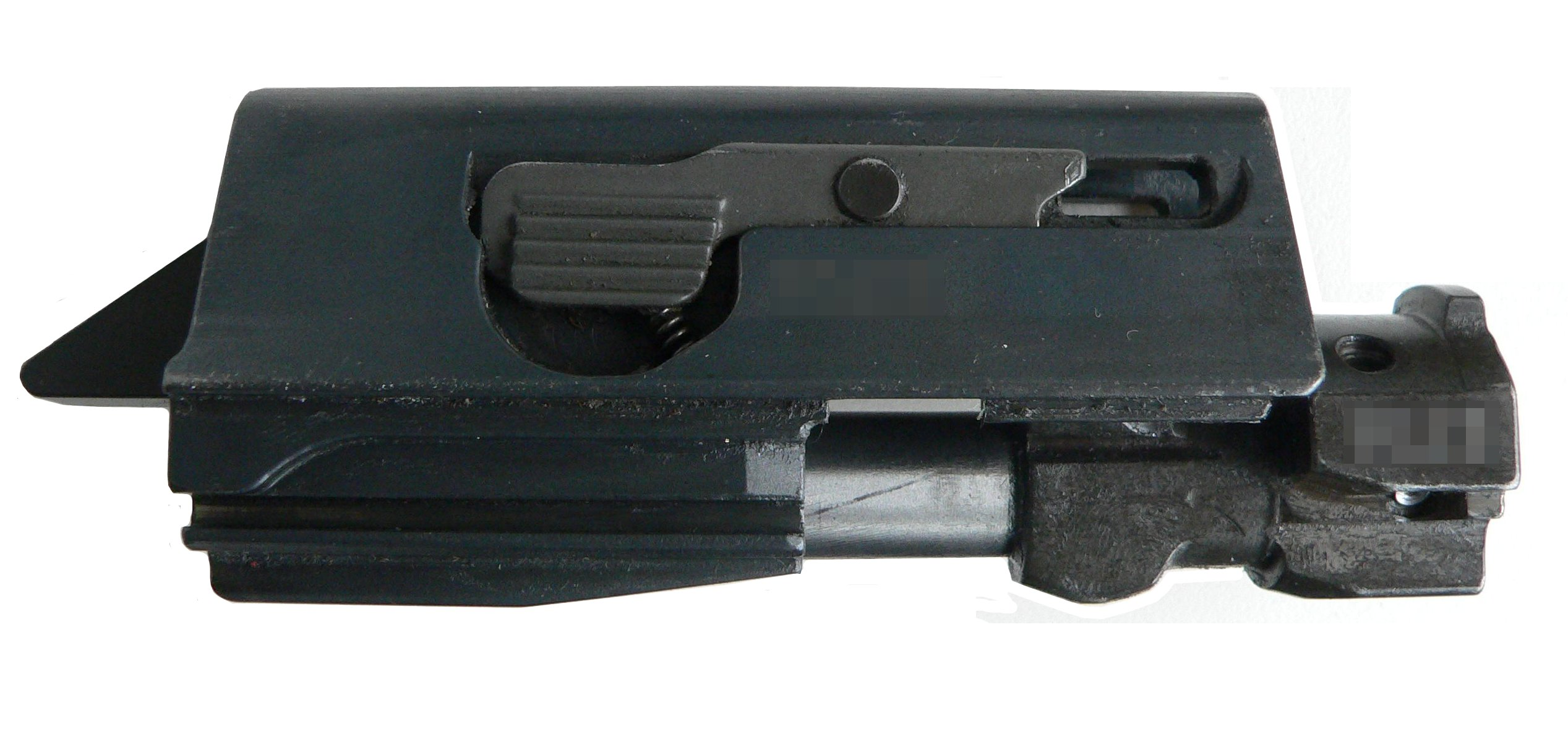
SIG 550 Поворотный затвор и затворная рама

Существует несколько типов затворных рам, различающихся по конструкции и назначению:
Поворотные — используются в оружии, где запирание канала ствола осуществляется поворотом затвора.
Сдвижные — применяются в системах с перекосом затвора.
Облегчённые — предназначены для снижения массы подвижных частей, что улучшает управляемость оружием.
Примером облегчённой затворной рамы является продукция компании L.A.C., предназначенная для карабинов и автоматов на базе АК-74, АК74М, РПК74 и их гражданских аналогов, таких как Сайга и ВПО. Эти рамы снижают отдачу и общий вес оружия, улучшая его эксплуатационные характеристики.

## История и развитие
Конструкция затворной рамы развивалась параллельно с эволюцией огнестрельного оружия. С момента появления первых самозарядных и автоматических систем, затворные рамы претерпели изменения, направленные на улучшение надёжности, уменьшение массы и повышение эффективности работы автоматики.